# Camps de Ca l'Esmolet
Els Camps de Ca l'Esmolet és un grup de camps de conreu del terme municipal de Sant Quirze Safaja, a la comarca del Moianès, en territori del poble de Bertí.
Es tracta d'uns camps de conreu situats al costat de ponent del lloc on hi havia la masia de Ca l'Esmolet, a prop i a migdia de Sant Pere de Bertí i de Cal Magre i al nord del Clascar. Són al nord-est dels Camps del Clascar, a l'esquerra del torrent de Bertí.
Travessa aquests camps pel mig el Camí de Sant Pere de Bertí.

## Etimologia
Es tracta d'un topònim romànic modern de caràcter descriptiu: expressa exactament el que signifiquen aquestes paraules de forma literal.